# Jaime Raynaud Soto
Jaime Raynaud Soto (Sevilla, 25 de diciembre de 1948), es un aparejador, profesor universitario y político español del Partido Popular, por el que fue candidato a la alcaldía de Sevilla en las elecciones municipales de 2003. Asimismo, ha ocupado los cargos de diputado por Sevilla en la viii, ix y x legislaturas del Parlamento de Andalucía y viceconsejero de Fomento, Infraestructuras y Ordenación del Territorio en el gobierno de la Junta de Andalucía presidido por Juan Manuel Moreno.
En la actualidad, desde enero de 2021, ejerce el cargo de adjunto al Defensor del Pueblo Andaluz.

## Biografía
Nacido el Día de Navidad en la Plaza Nueva de Sevilla, es descendiente, en sexta generación, de un militar francés de los Cien Mil Hijos de San Luis, oriundo de la zona de Perpiñán, afincado en Jerez de la Frontera tras la Guerra Realista. Raynaud creció en el seno de una familia acomodada, de cuatro hermanos, dedicada a la gestión de hoteles y otros negocios de hostelería. Su padre, Carlos Raynaud, fue vicepresidente del Real Betis y fundador y primer hermano mayor de la Hermandad de Santa Marta.

### Carrera profesional
Raynaud es arquitecto técnico especialista en ejecución de obras. Inició su actividad profesional como arquitecto técnico en el año 1970, y ejerció en la empresa privada y en despacho profesional, ininterrumpidamente, hasta el año 1999. En este periodo fue, además, profesor colaborador en cursos de postgrado de la Universidad Politécnica de Cataluña y la Universidad de Sevilla, entre los años 1993 y 1997. Asimismo, es autor de numerosas conferencias, artículos y publicaciones sobre valoraciones, tasaciones y peritaciones.
A lo largo de su experiencia profesional, ha ejercido los cargos de secretario nacional de la Asociación de Peritos Tasadores de Seguros y Comisarios de Avería, presidente de la Previsión Mutua de Aparejadores y Arquitectos Técnicos de España (PREMAAT) y decano-presidente del Colegio Oficial de Aparejadores y Arquitectos Técnicos de Sevilla, cuya Medalla recibió en 2009. Igualmente, fue consejero en la directiva del Real Betis entre 1996 y 1999, y presidente de la Fundación Aparejadores entre 1997 y 2001.

## Trayectoria política

### Política municipal
El salto de Raynaud a la política se produce en 1999, cuando se incorpora al PP de Sevilla como secretario de Sectorial y candidato número cinco en la lista encabezada por Soledad Becerril para las elecciones municipales del mismo año. La lista popular fue la más votada y se llegó a especular con el nombramiento de Raynaud como concejal delegado de Urbanismo, pero un pacto de gobierno entre el PSOE y el Partido Andalucista mantuvo al PP en la oposición durante la legislatura.
En noviembre de 2001, Raynaud fue designado portavoz del grupo popular en el Ayuntamiento de Sevilla, y en junio de 2002, los entonces líderes del PP de Sevilla, Ricardo Tarno, y el PP Andaluz, Teófila Martínez, le nombraron candidato a la alcaldía para las elecciones municipales de 2003. Tras obtener el 35,2% de los votos y 12 concejales, dos menos que el PSOE, Raynaud y el PP permanecieron otra legislatura en la oposición. En junio de 2006, presentó su dimisión como portavoz del PP tras conocer que no repetiría como candidato en las elecciones de 2007, permaneciendo como concejal «de a pie» hasta el final de la legislatura.
En las elecciones municipales de 2007 y 2011, obtuvo sendos escaños de concejal en los ayuntamientos de Almensilla y Dos Hermanas, al concurrir, en ambas ocasiones, como número dos de las listas populares.
En abril de 2018, volvió a trabajar en la política municipal de Sevilla al ser designado director de la campaña electoral de Beltrán Pérez para las elecciones municipales de 2019.

### Política autonómica
Tras su salida del consistorio hispalense, Raynaud fue elegido sucesivamente diputado por Sevilla en las elecciones al Parlamento de Andalucía de 2008, 2012 y 2015. A lo largo de las tres legislaturas, ejerció en la cámara autonómica los cargos de presidente de la Comisión del Estatuto de los Diputados, representante del PP en el Consejo de Asuntos Taurinos de Andalucía y secretario de la Comisión de Turismo y Deporte. Igualmente, en este periodo desempeñó las funciones de portavoz de Fomento del PP-A y miembro del Comité Ejecutivo Provincial del PP de Sevilla y regional del PP Andaluz. 
En octubre de 2018, se anunció que Raynaud no repetiría como candidato en las listas populares para las elecciones autonómicas de diciembre del mismo año. En enero de 2019, el nuevo gobierno de centro-derecha de la Junta de Andalucía, presidido por Juan Manuel Moreno, le nombró viceconsejero de Fomento, Infraestructuras y Ordenación del Territorio, convirtiéndose en responsable de la jefatura superior de la Consejería homónima y miembro de la Comisión General de Viceconsejeros y Viceconsejeras hasta su cese en diciembre de 2020.
En enero de 2021, tras superar el examen de conformidad del Parlamento de Andalucía en el mes anterior, fue designado adjunto al Defensor del Pueblo Andaluz.

## Premios y distinciones
- Medalla del Consejo Andaluz del Colegio de Aparejadores y Arquitectos Técnicos (31 de enero de 2009).[1]